# Episodi di Troppi in famiglia (seconda stagione)
La seconda stagione della serie televisiva Troppi in famiglia è stata trasmessa in anteprima negli Stati Uniti d'America dalla ABC tra il 3 marzo 1998 e il 7 luglio 1998.
| nº | Titolo originale                                                | Titolo italiano | Prima TV USA   | Prima TV Italia |
| -- | --------------------------------------------------------------- | --------------- | -------------- | --------------- |
| 1  | Something About Hitting the Sauce                               |                 | 3 marzo 1998   |                 |
| 2  | Something About Ex-Appeal                                       |                 | 3 marzo 1998   |                 |
| 3  | Something About a Double Standard                               |                 | 10 marzo 1998  |                 |
| 4  | Something About the 'Men' in Menstruation                       |                 | 17 marzo 1998  |                 |
| 5  | Something About Hoops and Jumping Through Them                  |                 | 20 marzo 1998  |                 |
| 6  | Something About the Past and a Present                          |                 | 24 marzo 1998  |                 |
| 7  | Something About Disowning Your Father and Flying to Paris Blues |                 | 31 marzo 1998  |                 |
| 8  | Something About Egg on Your Farce                               |                 | 7 aprile 1998  |                 |
| 9  | Something About a Second Year                                   |                 | 14 aprile 1998 |                 |
| 10 | Something About an Ex-Goddess                                   |                 | 21 aprile 1998 |                 |
| 11 | Something About Railroading Carly                               |                 | 28 aprile 1998 |                 |
| 12 | Something About a Rocky Road                                    |                 | 5 maggio 1998  |                 |
| 13 | Something About Burning Meat, Bridges and Rugs                  |                 | 7 luglio 1998  |                 |